# Malavi, Khanapur
Malavi là một làng thuộc tehsil Khanapur, huyện Belgaum, bang Karnataka, Ấn Độ.